# De Gontaut
De familie De Gontaut-Biron is een van de oudste en meest prestigeuze families uit de Franse adel, van ridderlijke oorsprong, afkomstig uit de streek Agenais en later gevestigd in de Périgord. Haar bewezen afstamming gaat terug tot het jaar 1147.
De familie bracht onder meer vier maarschalken van Frankrijk, admiraals van Frankrijk, elf luitenant-generaals, luitenant-generaals van de zeemachten, grootmeesters van de artillerie van Frankrijk, brigadiers in de legers van de koning en meerdere gouverneurs voort.
Ze splitste zich op in meerdere takken (Badefol, Saint-Geniès, Hautefort, Cabrères en Biron), waarvan alleen de tak Gontaut-Saint-Blancard, in 1811 benoemd tot graaf van het Keizerrijk, alsook de tak Biron, nog bestaan.
Het hertogdom van Biron was een van de vier hertogdommen van de Périgord en werd tweemaal tot hertogdom verheven: van 1598 tot 1602 en van 1723 tot 1793.
In de XVIIIe eeuw werd de familie De Gontaut twaalf keer tot de Eerbewijzen aan het Hof (Honneurs de la Cour) toegelaten, en haar tak Hautefort zeven keer.

## Geschiedenis
De familie De Gontaut lijkt haar naam te hebben ontleend aan de stad en baronie Gontaud, gelegen in het voormalige baljuwschap van Agen,  waarvan zij een groot deel van de heerlijkheid behield tot in 1394.
Gontaldus, die in 926 een stuk land schonk aan de abdij van Cadouin, wordt beschouwd als een van de eerste bekende leden van de familie De Gontaut.
De familie kan haar afstamming met zekerheid aantonen vanaf het jaar 1147, het overlijdensjaar van Vital de Gontaut. Zijn zoon, Gaston de Gontaut, heer van Badefol, huwde met de dochter van Guillaume de Biron, wiens landgoederen zich in de Dordogne bevonden.

## Herkomst naam
Gontaut is een Gotische voornaam. De naam de Gontaut letterlijk vertaald van Gontaut spreekt dus voor zich. De naam de Gontaut (Guntaldus) werd in de twaalfde eeuw voor het eerst in een document vastgelegd. Zij komt uit het vroegere gebied Guyenne in het zuidwesten van Frankrijk.

## Takken
De familie De Gontaut kent twee takken: de Gontaut-Badefol en de Gontaut-Biron:
- De tak de Gontaut-Badefol wordt in 1223 voor het eerst in een akte genoemd. Deze tak bracht weer twee takken voort: de Hautefort en de Gontaut-Saint-Geniez. De familie de Hautefort leefde op Château d'Hautefort te Hautefort.

- De naam de Gontaut-Biron komt in 1147 voor het eerst in de annalen voor. De naam Biron voert terug tot de tiende eeuw. Zij wordt voor het eerste genoemd in een akte van schenking aan de bisschop van Carcassonne in 926. De familie Biron bewoonde Château de Biron in Biron en Château de Saint-Blancard te Saint-Blancard.[12][13] In de 21e eeuw bestaan er nog twee takken van de familie De Gontaut.[14] De moedertak de Gontaut-Biron leeft onder de naam 'Biron'.[3] Deze tak vluchtte tijdens de Franse Revolutie. Ze deed afstand van haar adellijke titels en vestigde zich in het gebied dat in 1830 België zou worden.[3] Zij liet daar in 1908 een 'Château de Biron' bouwen, een privé-kasteel gelegen in Biron (Érezée), in de provincie Luxemburg.[3] Dit Belgische kasteel werd meer dan 70 jaar later verkocht aan baron en barones de Viron.[3] Daarnaast wordt vermoed dat het dorp Biron (Ciney) eveneens verbonden is met deze tak van de familie De Gontaut-Biron (= 'Biron'). De zijtak de Gontaut-Saint-Blancard, is sinds 1934 aangesloten bij de Association d' entraide de la Noblesse française (=Vereniging voor Onderlinge Hulp van de Franse Adel).[4][14]

## Personen

#### Gontaut-tak
- Vianne de Gontaut Biron (1225-1280);
- Hélie de Gontaut-Hautefort (+1420), stichter van de Gontaut-Hautefort-tak;
- Armand de Gontaut (vers 1462-1531), bisschop van Sarlat, vervolgens titulair aartsbisschop van Nazareth;
- Pons de Gontaut de Biron (14??-1524), gouverneur van Berry (1520–1524), die naar verluidt Charles Perrault zou hebben geïnspireerd voor het personage Klein Duimpje;
- Armand Ier de Gontaut (1524-1592), maarschalk van Frankrijk;
- Charles de Gontaut (1562-1602), 1e Hertog van Biron, maarschalk van Frankrijk;
- Jean II de Gontaut (+1636);
- Charles-Armand de Gontaut (1663-1756), 2e Hertog van Biron, maarschalk van Frankrijk;
- Louis-Antoine de Gontaut (1701-1788), Hertog van Biron, maarschalk van Frankrijk;
- Charles-Antoine de Gontaut (1708-1798), 5e Hertog van Biron;
- Armand-Louis de Gontaut, 6e Hertog van Biron, Hertog van Lauzun, généraal, (1747-1793), zoon van de vorige;
- Amélie de Boufflers, échtgenote van de voorgaande, Hertogin van Biron et Hertogin van Lauzun (1751-1794)
- Joséphine de Montault (1772-1862), weduwe van Charles Michel, burggraaf van Gontaut-Biron (1751–1826), gouvernante van de Koninklijke Kinderen van Frankrijk, benoemd tot hertogin van Gontaut bij koninklijk besluit van Charles X, op 14 oktober 1826;
- Seguin de Badefol;
- Armand II de Gontaut (1771-1851), Erfelijk pair van Frankrijk (1815), vervolgens erfelijk markies-pair (1818);
- Henri II de Gontaut Biron (1802-1883), voorzitter van de Jockey-Club van Parijs van 1853 à 1883, zijn zoon;
- Aimé Charles Zacharie de Gontaut Biron (1776-1840), volksvertenwoordiger, broer van Armand II de Gontaut;
- Elie de Gontaut Biron, zoon van de voorgaande(1817-1890), volksvertegenwoordiger dan senator, ambassadeur van Frankrijk;
- Joseph de Gontaut Biron, zoon van de voorgaande (1851-1924), volksvertegenwoordiger dan senator;
- Bernard de Gontaut Biron, zoon van de voorgaande (1854-1939), ambassadesecretaris, volksvertegenwoordiger;
- Roger de Gontaut Biron (1884-1944), historicus.

#### Hautefort-tak
- Louis-Charles de Hautefort, Markies van Surville, luitenant-generaal van de legers van de Koning (1658–1721);
- Emmanuel Dieudonné de Hautefort, Maarschalk van de kampen en legers van de Koning, ambassadeur te Wenen (1700–1777), zoon van de voorgaande;
- Gilles de Hautefort (II), Luitenant-generaal van de zeemachten (1666–1743), broer van Louis-Charles;
- Armand Alexandre Emmanuel de Hautefort, Generaal, commandeur in het Legioen van Eer (1823–1903), achterkleinzoon van Emmanuel-Dieudonné.

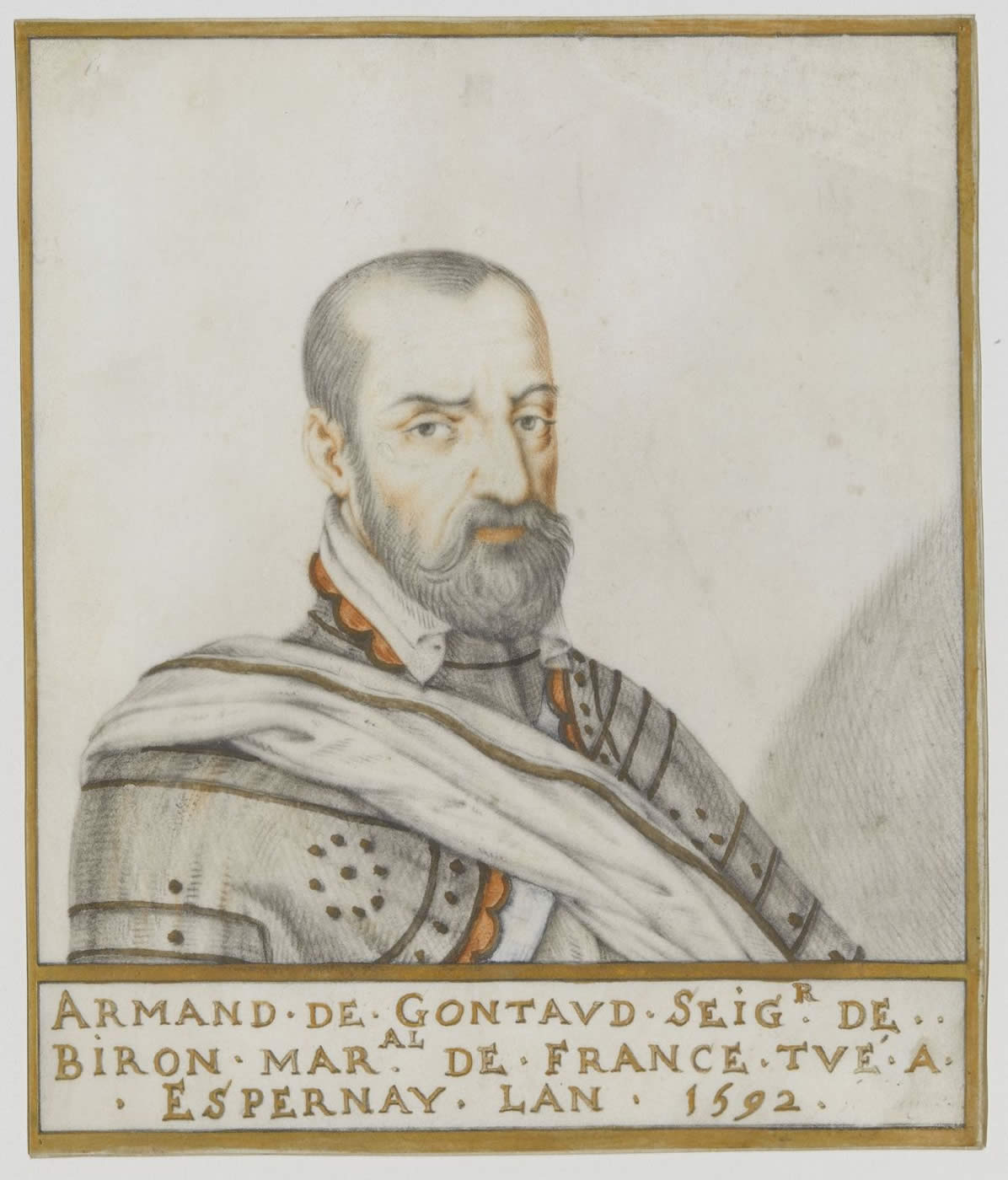
Armand de Gontaut (1524-1592), Maarschalk van Frankrijk
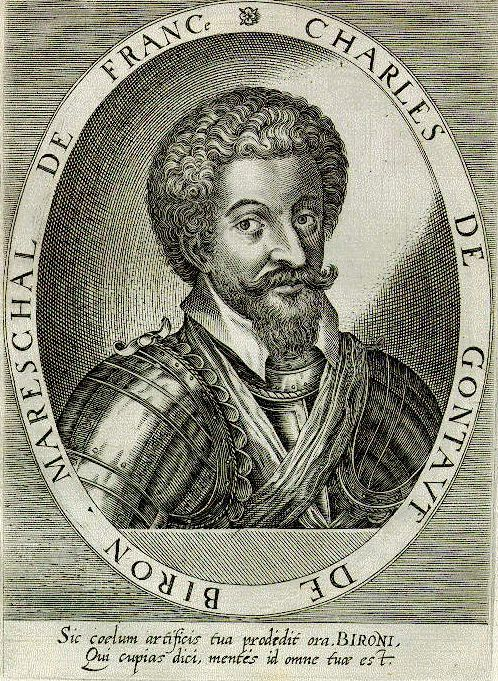
Charles de Gontaut (1562-1602), 1ste Hertog van Biron, Maarschalk van Frankrijk
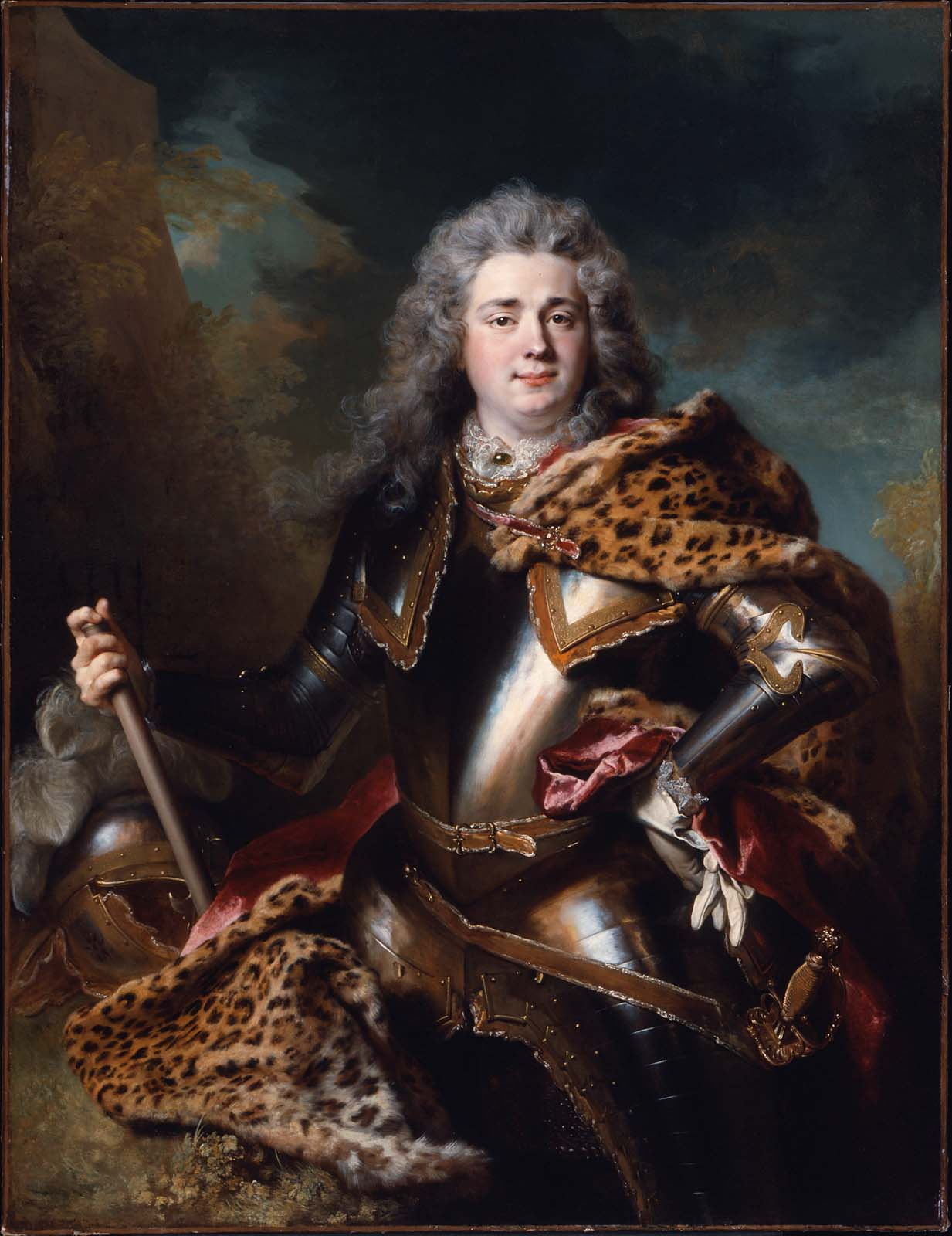
Charles Armand de Gontaut-Biron, Hertog van Biron (door Nicolas de Largillierre, Boston, MFA)
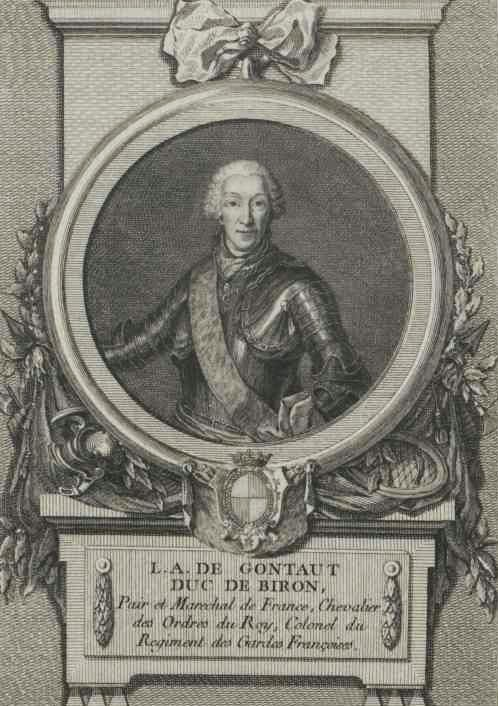
Louis-Antoine de Gontaut (1701-1788), 6e Hertog van Biron, Maarschalk van Frankrijk
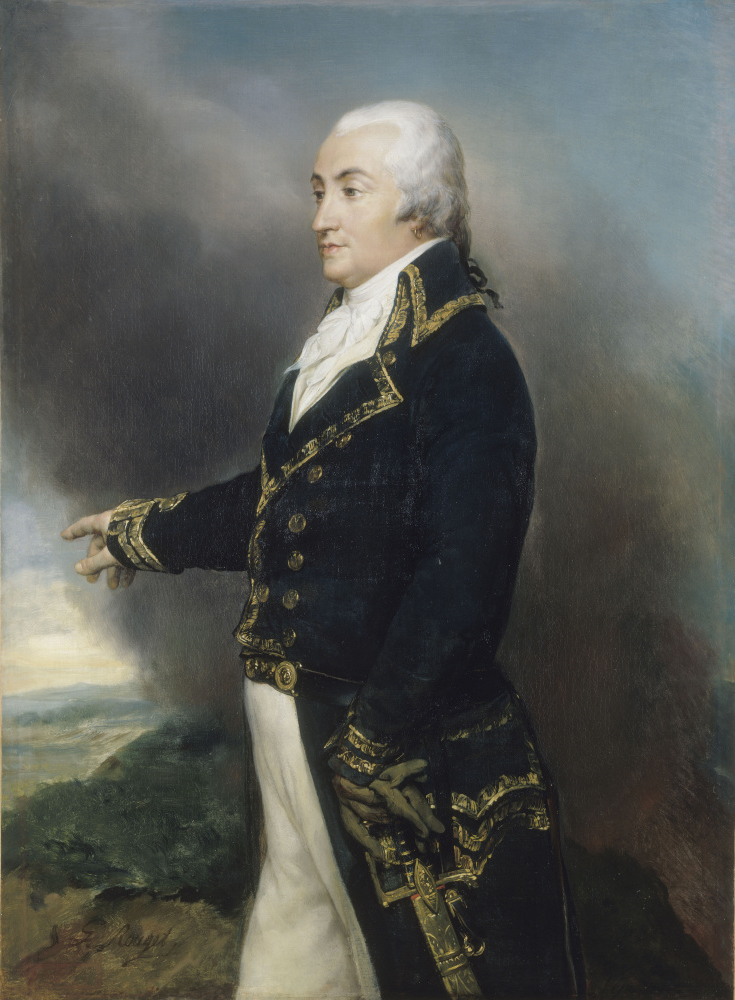
Armand-Louis de Gontaut (1747-1793), 8ste Hertog van Biron, Hertog van Lauzun, géneraal, commandant gedurende de oorlog in Vendée

## Wapenschilden
- "Écartelé d'or et de gueules, l'écu en bannière"(=Gedeeld in vier vlakken van goud en keel, het schild in banier).[10]
- De tak Gontaut-Hautefort voerde in de XVe eeuw aanvankelijk: "Ecartelé, aux 1 et 4, d'or à trois forces de sable les pointes en haut ; aux 2 et 3, contre-écartelé d'or et de gueules". (=Gevierendeeld, het eerste en vierde veld van goud met drie zwarte everzangen met de punten naar boven; het tweede en derde veld: tegen-gevierendeeld van goud en keel.)
- Daarna, in de XVIe eeuw: "D'or à trois forces de sable les pointes en haut, l'écu en bannière" (=Van goud met drie zwarte everzangen met de punten naar boven, het schild in banier).[15]

Wapenschild van de familie De Gontaut
Wapenschild van de Saint-Geniès-tak
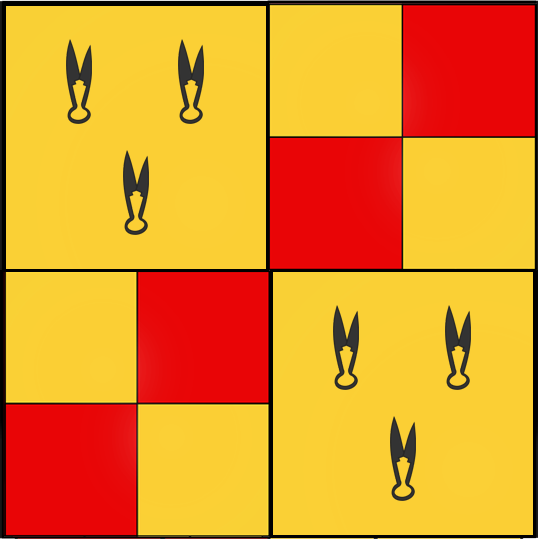
Wapenschild van de Gontaut-Hautefort-tak
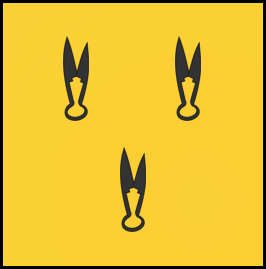
Wapenschild van de markies van Hautefort

## Titels
De familie De Gontaut-Biron voerde barontitels die verbonden waren aan oude baronieën, evenals hoffelijkheidstitels die aan verschillende heerlijkheden waren gekoppeld, zonder dat er een officiële verheffing tot titel door de koning had plaatsgevonden.
De baronie Biron droeg de titel van markiezaat van 1602 tot 1723, toen zij werd verheven tot hertogdom en pairie.
Regelmatige titels die door een vorst officieel zijn verleend:
- Hertog van Biron in 1598 (uitgestorven in 1602) en 1723 (uitgestorven in 1793)[18];
- Markies van Hautefort bij brieven van 1614 (tak van Hautefort, uitgestorven in 1903)[15];
- Hertog van Lauzun bij brevet van 1766 (uitgestorven in 1793)[10][19];
- Graaf van het Keizerrijk bij octrooibrieven van 6 oktober 1810 en 2 augustus 1811[19] (nog bestaand)[14];
- Erfelijk pair bij koninklijk besluit van 17 augustus 1815[19];
- Markies-pair bij koninklijk besluit van 31 augustus 1817 en octrooibrieven van 8 januari 1818[19][20], (uitgestorven in 1883)[19];
- Persoonlijke titel van hertogin, bij koninklijk besluit van 14 oktober 1826, ten gunste van Joséphine de Montault de Navailles, gouvernante van de koninklijke kinderen van Frankrijk[19];
- De titel van markies van Saint-Blancard werd gedragen bij de Eerbewijzen aan het Hof op 27 april 1788[20];

Philippe du Puy de Clinchamps (Charondas) schrijft in À quel titre (1970) dat de titels markies van Biron, markies van Gontaut-Biron en markies van Gontaut-Saint-Blancard hoffelijkheidstitels zijn.
Régis Valette vermeldt in zijn Catalogue de la noblesse française (2007) alleen de titel van graaf van het Keizerrijk uit 1810 voor de nog bestaande tak Gontaut-Biron, afkomstig van Armand de Gontaut, de jongere broer van de eerste hertog van Biron.

## Eigendommen

### Gontaut-Biron-tak
- Château de Biron, Dordogne, Frankrijk
- Château de Biron, Biron (Eghezée), België[3]
- Château de Saint-Blancard
- Hôtel de Biron (waarin nu Musée Rodin in Parijs ligt)[22]
- Château de Montgaillard
- Château de Montferrand-du-Périgord

#### Château de Biron (Dordogne, France)
Het kasteel van Biron is een Frans kasteel, geklasseerd als historisch monument, gelegen in de gemeente Biron, in het departement Dordogne, in de regio Nouvelle-Aquitaine. Het is een van de grootste kastelen van Zuidwest-Frankrijk en erkend als een belangrijk erfgoedsite van Aquitanië. Gelegen in de Périgord Pourpre, werd het kasteel in de 12e eeuw gesticht en diende het meer dan acht eeuwen lang als hoofdresidentie van de familie De Gontaut-Biron.
Volgens archeologische gegevens zou het kasteel zelfs dateren van rond het jaar 1000, tussen het einde van de 10e en het midden van de 11e eeuw. De heren van Biron worden genoemd in teksten aan het einde van de 11e eeuw, als vazallen van de graaf van Toulouse. Tijdens de Terreur van de Franse Revolutie werd het kasteel geplunderd, maar het bleef desalniettemin eigendom van de familie.
Het kasteel bleef namelijk in het bezit van de familie De Gontaut-Biron tot aan de vooravond van de Tweede Wereldoorlog, in de persoon van Guillaume de Gontaut (1859–1939), sinds 1883 markies van Saint-Blancard en van Biron, bekend als de markies van Biron.
Tegenwoordig is het kasteel eigendom van het departement Dordogne en huisvest het een museum gewijd aan de geschiedenis van de familie De Gontaut-Biron.

#### Château de Biron (Erezée, België)
Zij liet daar in 1908 het een Belgisch kasteel van Biron bouwen, een privé-kasteel gelegen in Biron (Érezée), in de provincie Luxemburg. Het kasteel werd meer dan 70 jaar later verkocht aan baron en barones de Viron.

#### Château de Saint-Blancard
Château de Saint-Blancard komt door het huwelijk van Jeanne d'Ornézan vrouwe van Ornezan en Saint-Blancard, op 6 augustus 1559 met Armand de Gontaut, baron van Biron en maarschalk van Frankrijk, in het bezit van de familie De Gontaut. Tot de baronnen en markiezen die later op Château de Saint-Blancard woonden behoren:
- 1598-1602 Charles de Gontaut-Biron (1562-1602). Deze was ook admiraal van Frankrijk.[24]
- 1798-1817 Armand-Henri de Gontaut (1746-1826).
- 1817-1851 Armand II Louis Charles de Gontaut (1771-1851).
- - 1959 Armand de Gontaut-Biron. Deze verkocht het kasteel aan een revalidatiestichting.

#### Hôtel de Biron
Op 7 mei 1753 kocht Maarschalk Louis-Antoine de Gontaut, 6e Hertog van Biron, een 'hôtel particulier' in Parijs voor de som van 450.000 livres, deels betaald in goud. Vanaf 1760 liet hij belangrijke renovatiewerken uitvoeren.
Na zijn kinderloos overlijden in 1788 liet Louis-Antoine zijn bezittingen na aan zijn broer, Charles-Antoine de Gontaut-Biron. Het hôtel kwam echter toe aan zijn echtgenote, Françoise Pauline de La Rochefoucauld, markiezin van Sévérac, met wie hij in 1740 was getrouwd. Zij bleef er wonen tot aan de Franse Revolutie, maar werd op 27 juni 1794 geguillotineerd.
Het hôtel werd nadien in 1908 gevonden door de artiest Auguste Rodin. Hij huurt de vier kamers van het hôtel op de begane grond voordat hij vanaf 1911 het hele pand betrekt. Op deze plek bereidt de beeldhouwer voor wat op 4 augustus 1919 het Rodinmuseum zal worden.

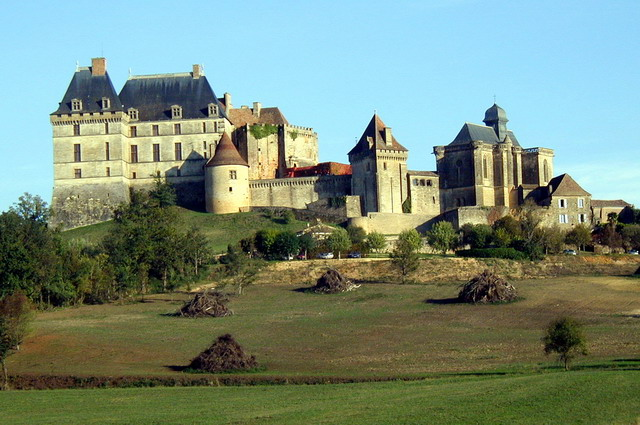
Château de Biron (Dordogne, Frankrijk)
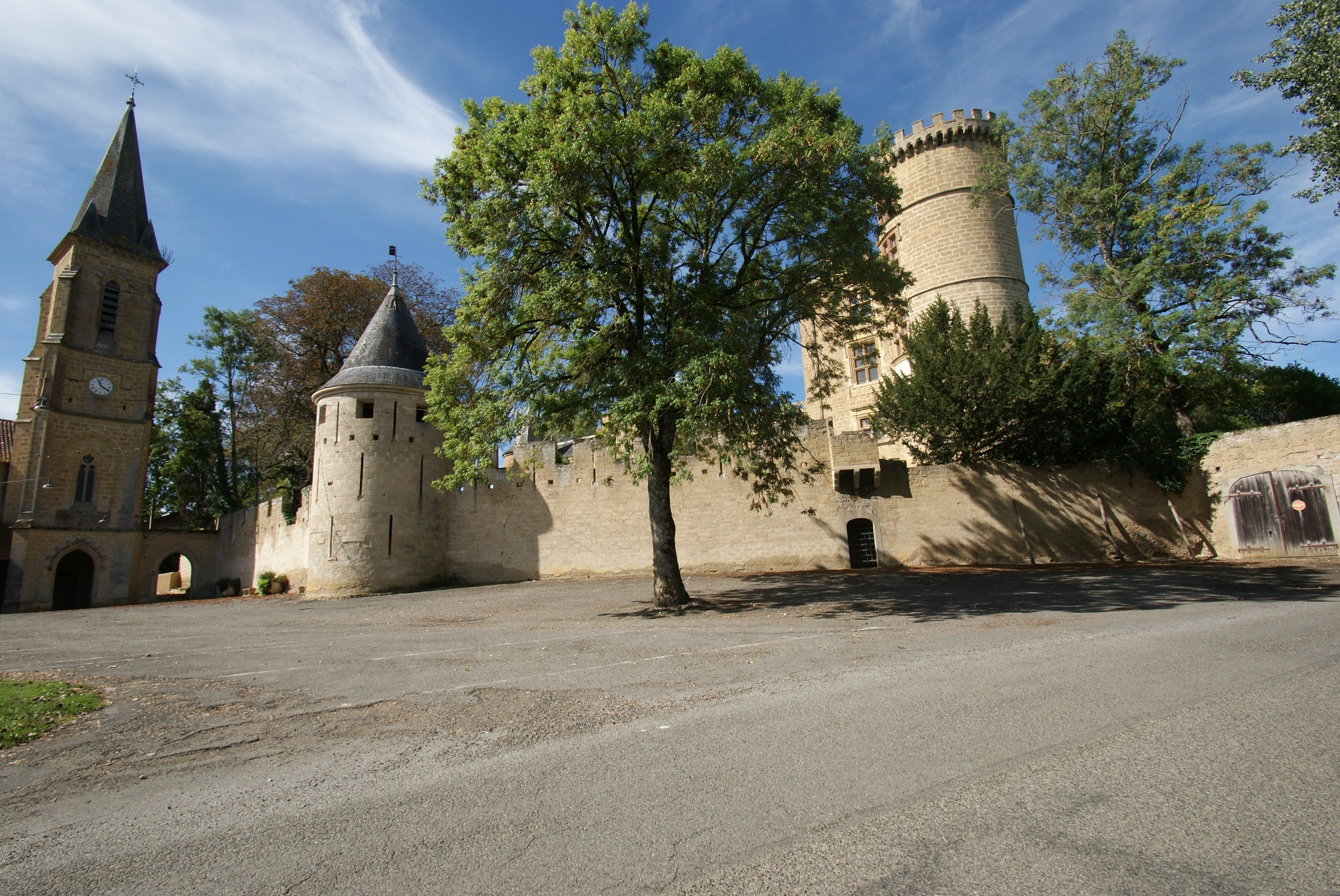
Château de Saint-Blancard (Gers, Frankrijk)
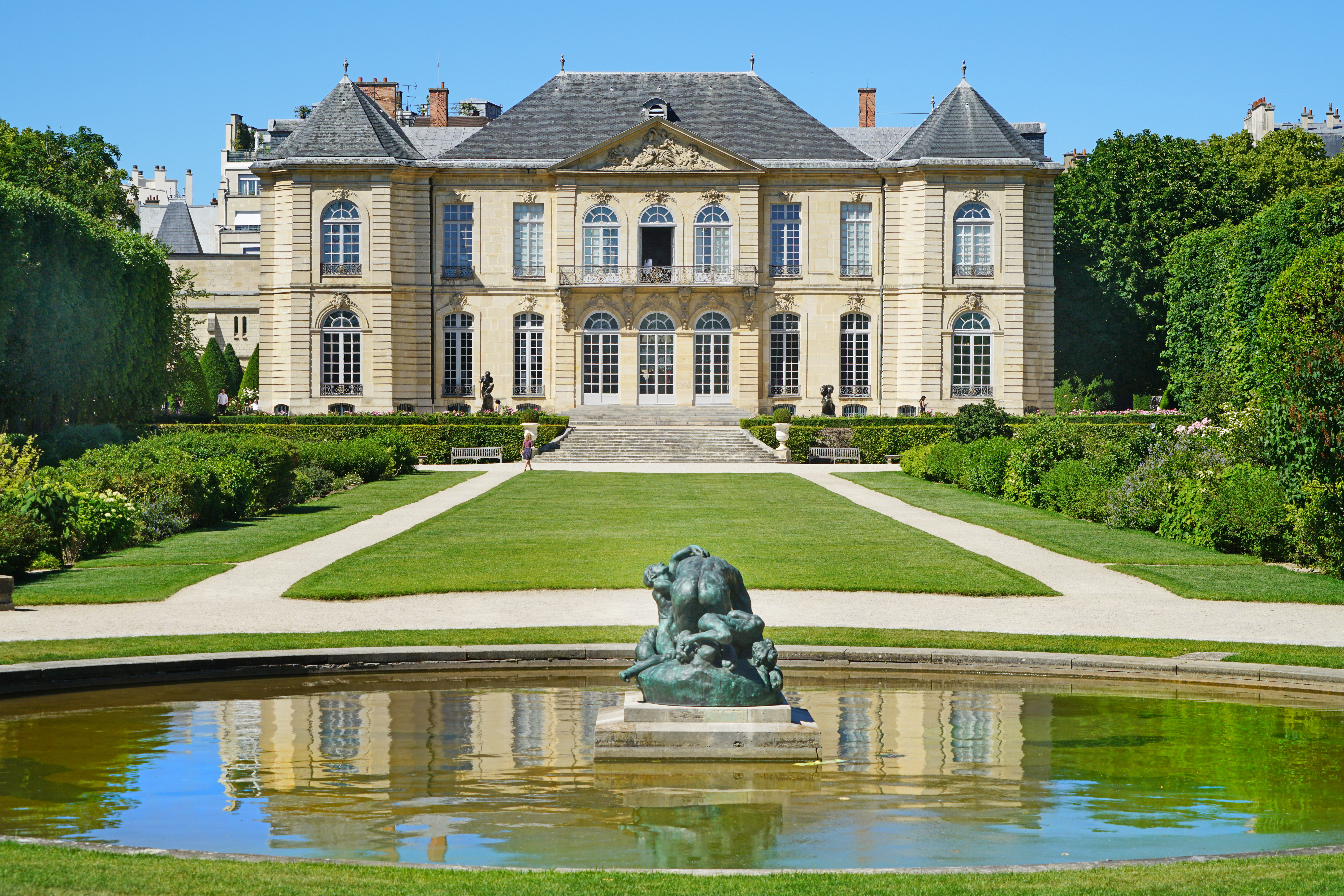
Hôtel de Biron, waarin vandaag Musée Rodin ligt, Paris

### Hautefort-tak
- Château de Hautefort
- Château de Champien
- Château de l'Herm

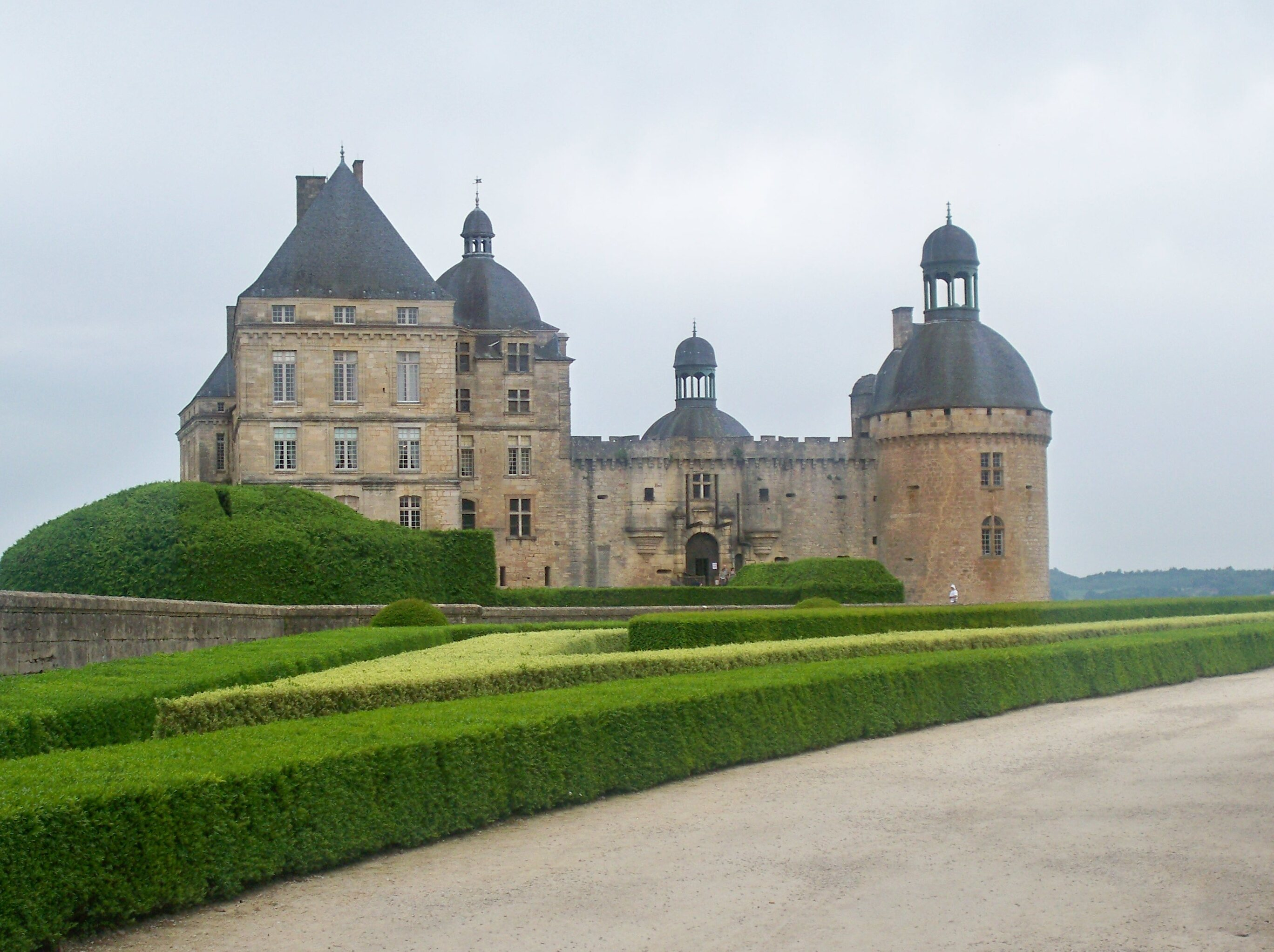
Château de Hautefort (Dordogne, Frankrijk)
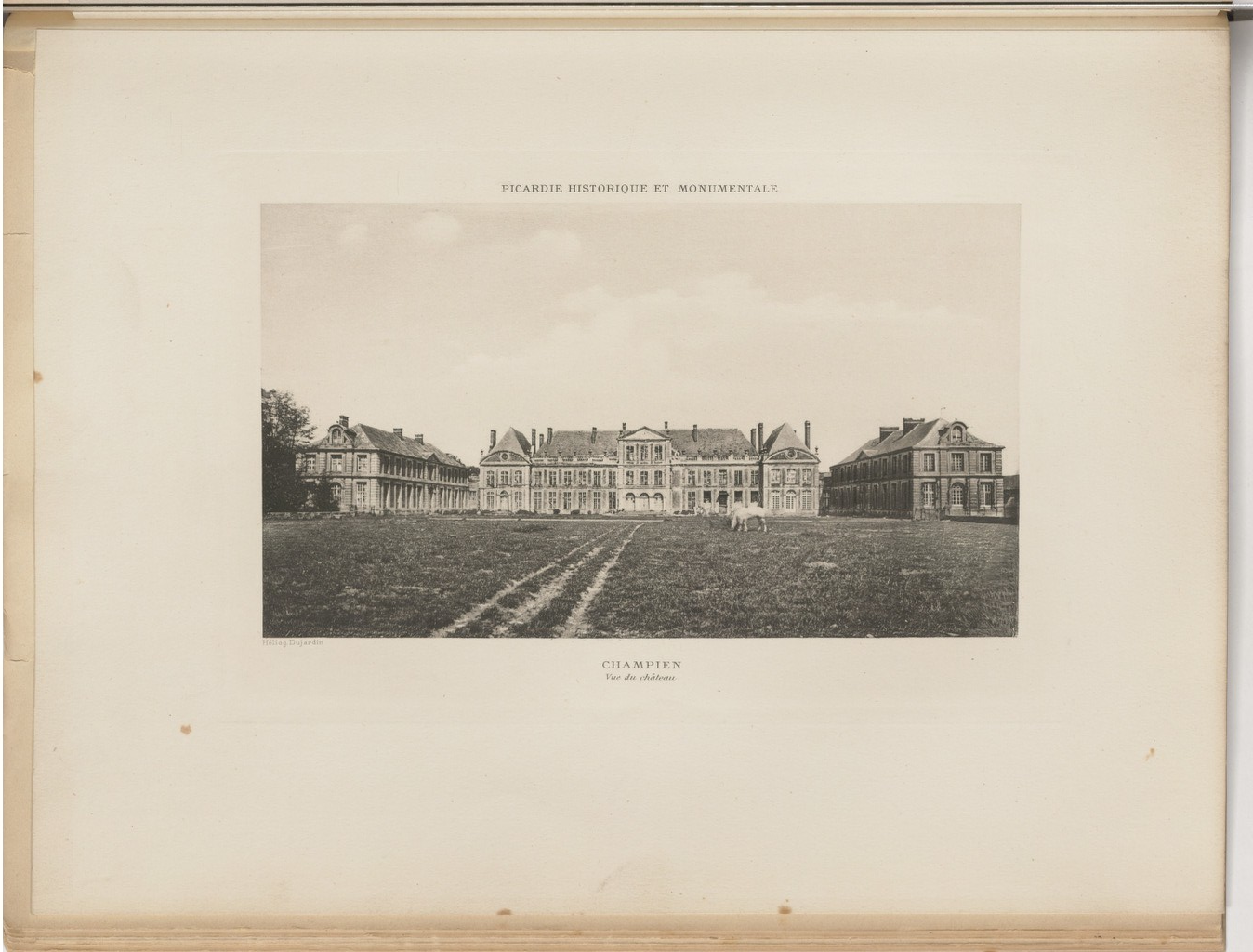
Verdwenen Château de Champien (Somme, Frankrijk)

### Kunstwerken en artistiek erfgoed
Talrijke schilderijen en beelden die de invloed van de familie weerspiegelen bevinden zich in het Kasteel van Versailles, met name in de Galerij der Zegeslagen (Galerie des Batailles) en bij het verlaten van de Spiegelzaal (Galerie des Glaces).
Verschillende gebeeldhouwde groepen afkomstig uit de voorouderlijke kapel van de Château de Biron in Dordogne, waaronder een graflegging van Christus en een Pièta met schenkers, zijn verkocht en worden tentoongesteld in het Metropolitan Museum of Art in New York.
Deze aanwezigheid getuigt van de officiële en blijvende erkenning van de familie De Gontaut-Biron in de Franse militaire geschiedenis en van haar voortbestaan binnen het nationale erfgoed.

### Toponymie
Guillaume de Gontaut (1859–1939), de laatste eigenaar van het kasteel van Biron, zou onder andere zijn naam hebben gegeven aan de wijk met hoog-antieke voorwerpen op de beroemde vlooienmarkt van Saint-Ouen in Parijs. Daarnaast getuigen straatnamen die verwijzen naar de Gontaut-Biron in onder andere Parijs, Pau, Dammarie-les-Lys, Beaupréau-en-Mauges, Deauvile (Calvados), Biron (Dordogne, Frankrijk), Biron (Erezée, België) en Biron (Ciney, België) van de voormalige invloed van de familie in deze steden en dorpen.

## Allianties
De familie De Gontaut, en in het bijzonder haar tak de Gontaut-Biron, heeft door de eeuwen heen huwelijksallianties gesloten met diverse andere adellijke families. Onder deze allianties bevinden zich onder meer:
- Familie De Beauvau-Craon (1875), de Gontaut-Biron-tak
- Familie De Polignac (1878), de Gontaut-Biron-tak
- Familie De Durfort-Duras (1727), de Hautefort-tak
- Familie De Montmorency (1837), de Gontaut-Biron-tak
- Familie De Bauffremont-Courtenay (1837), de Gontaut-Biron-tak
- Familie De Rohan-Chabot (1817), de Saint-Blancard-tak
- Familie De La Rochefoucauld (1600, 1723), de Gontaut-Biron-tak
- Familie De Gramont (1715, 1720), de Gontaut-Biron-tak
- Familie Troubetskoï (1873), de Gontaut-Biron-tak
- Familie De Cugnac (1303, 1349, 1623 et 1694), de Gontaut-Biron-tak
- Familie D'Harcourt (1738), de Hautefort-tak + (1871), de Gontaut-Biron-tak
- Familie De Noailles (1617), de Gontaut-Biron-tak
- Familie De Fitz-James (1849), de Gontaut-Biron-tak
- Familie De Caumont-La-Force (1577), de Gontaut-Biron-tak
- Familie De Colbert de Seigneley (1726), de Gontaut-Biron-tak
- Familie De Virieu-Beauvoir-Faverges (1887,1888), de Gontaut-Biron-tak
- Familie De Grimoüard de Beauvoir du Roure (1721), de Gontaut-Biron-tak
- Familie De Bonneval (1717), de Gontaut-Biron-tak
- Familie Crozat du Chatel (1744), de Gontaut-Biron-tak
- Familie Du Bouchet de Sourches (1730), de Gontaut-Biron-tak
- Familie De Gironde (1605), de Gontaut-Biron-tak
- Familie De L'Espinay (1841), de Gontaut-Biron-tak
- Familie De Lauzières de Thémines (1615), de Saint-Blancard-tak + (1730), de Hautefort-tak
- Familie De Tournemire (1495), de Gontaut-Biron-tak
- Familie Berton des Balbes de Crillon (1851), de Gontaut-Biron-tak

- Bibliothèque nationale de France: cb131826743 (data)
- Virtual International Authority File: 316587412